# Seznam madžarskih astronavtov
Seznam madžarskih astronavtov ali kozmonavtov.

## F
- Bertalan Farkas

## K
- Tibor Kapu

## M
- Béla Magyari